# Homophobie dans le football
L'homophobie dans le football professionnel est encore répandue, y compris dans les clubs et les stades d'Europe et dans l'époque contemporaine. L'homosexualité reste taboue, singulièrement en France, pour une partie du public et même de certains joueurs. 
La lesbophobie est également présente dans le football féminin, mais alors que plusieurs footballeuses sont ouvertement LGBT, très peu de joueurs masculins font leur coming out avant la fin de leur carrière.

## Homosexualité chez les joueurs

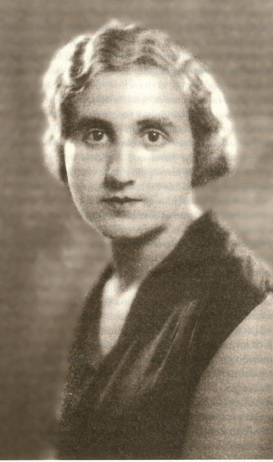
Anna Maria Martínez Sagi, dirigeante du FC Barcelone en 1934.

En Espagne, durant la Seconde République, l'athlète féministe Anna Maria Martínez Sagi, compagne de l'écrivaine Elisabeth Mulder, est l'une des dirigeantes du FC Barcelone. D'autre part, le joueur de l'Atlético Madrid, le jeune Rafael Rodríguez Rapún, est le compagnon de Federico García Lorca, aficionado de l'équipe madrilène. À la suite de l'assassinat de celui-ci en 1936 par les franquistes, Rapún s'engage dans la guerre d'Espagne où il tombe en 1937.   
Après la Seconde Guerre mondiale, l'homosexualité dans le football devient un sujet porté au silence.   

Il faut attendre l'année 1990, quand le footballeur anglais Justin Fashanu est le premier à faire son coming-out, pour que le thème revienne dans les médias.  

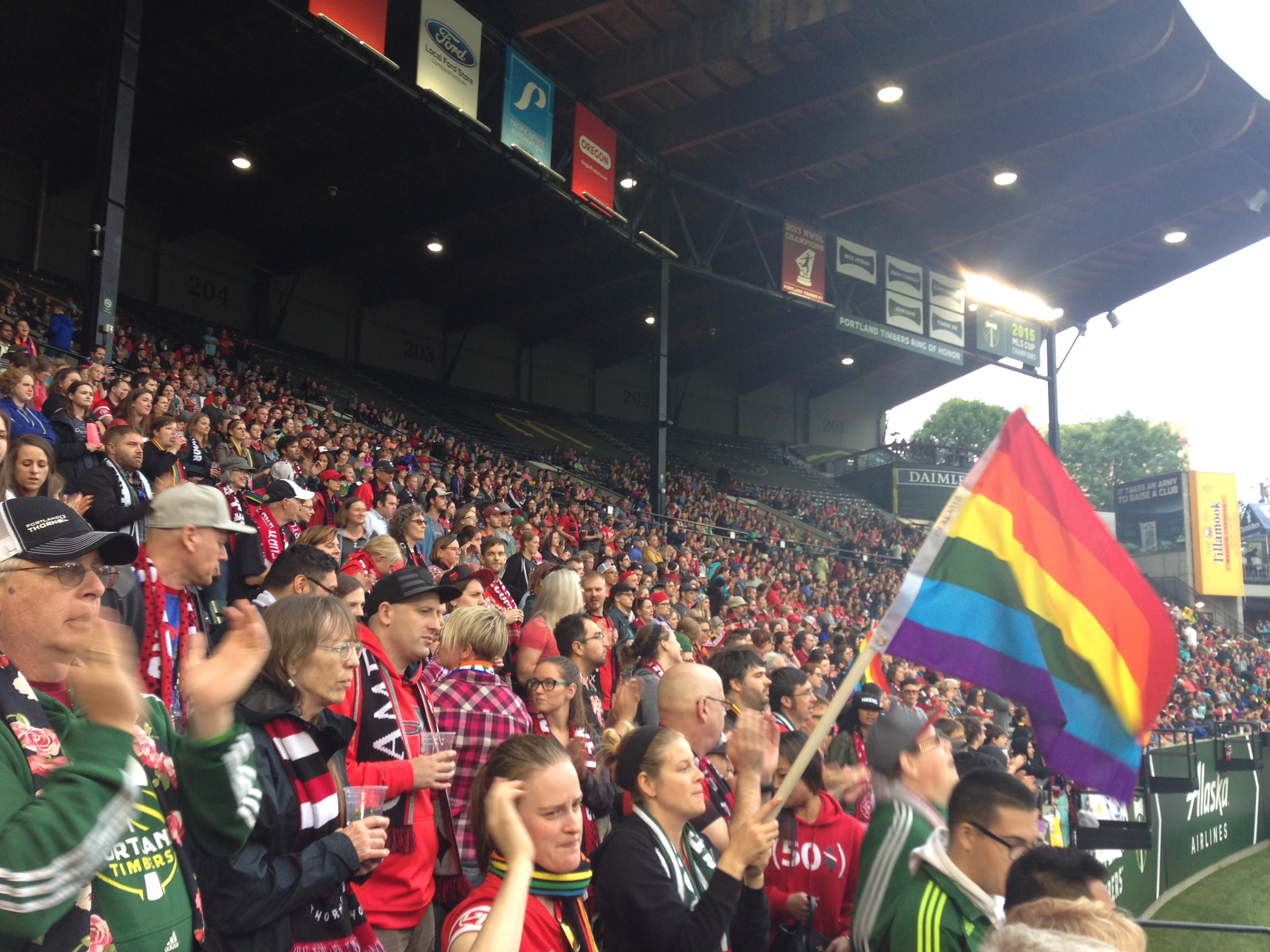
Un drapeau arc-en-ciel brandi pendant un match de football professionnel.

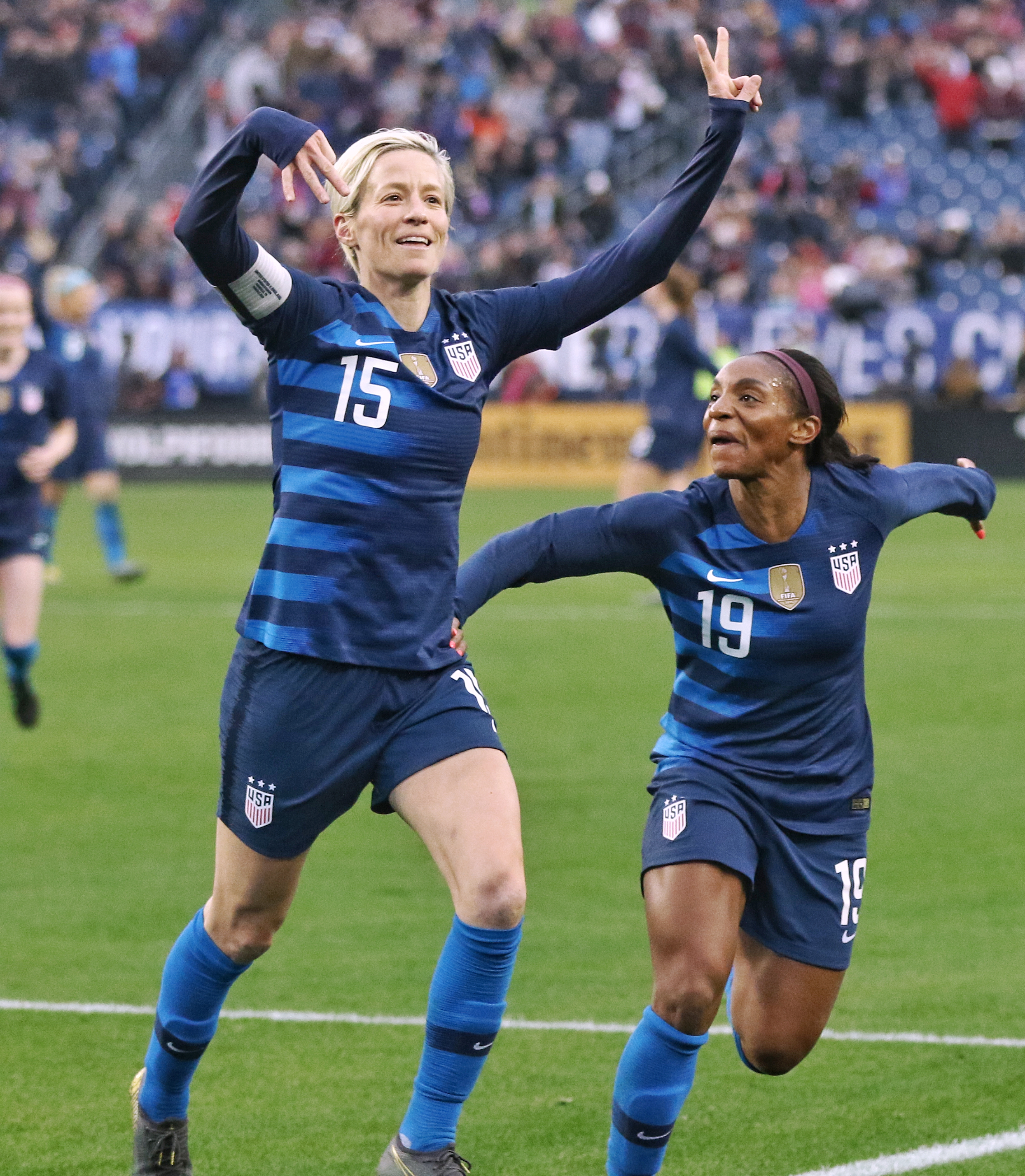
Megan Rapinoe célébrant un but avec Crystal Dunn en 2019.

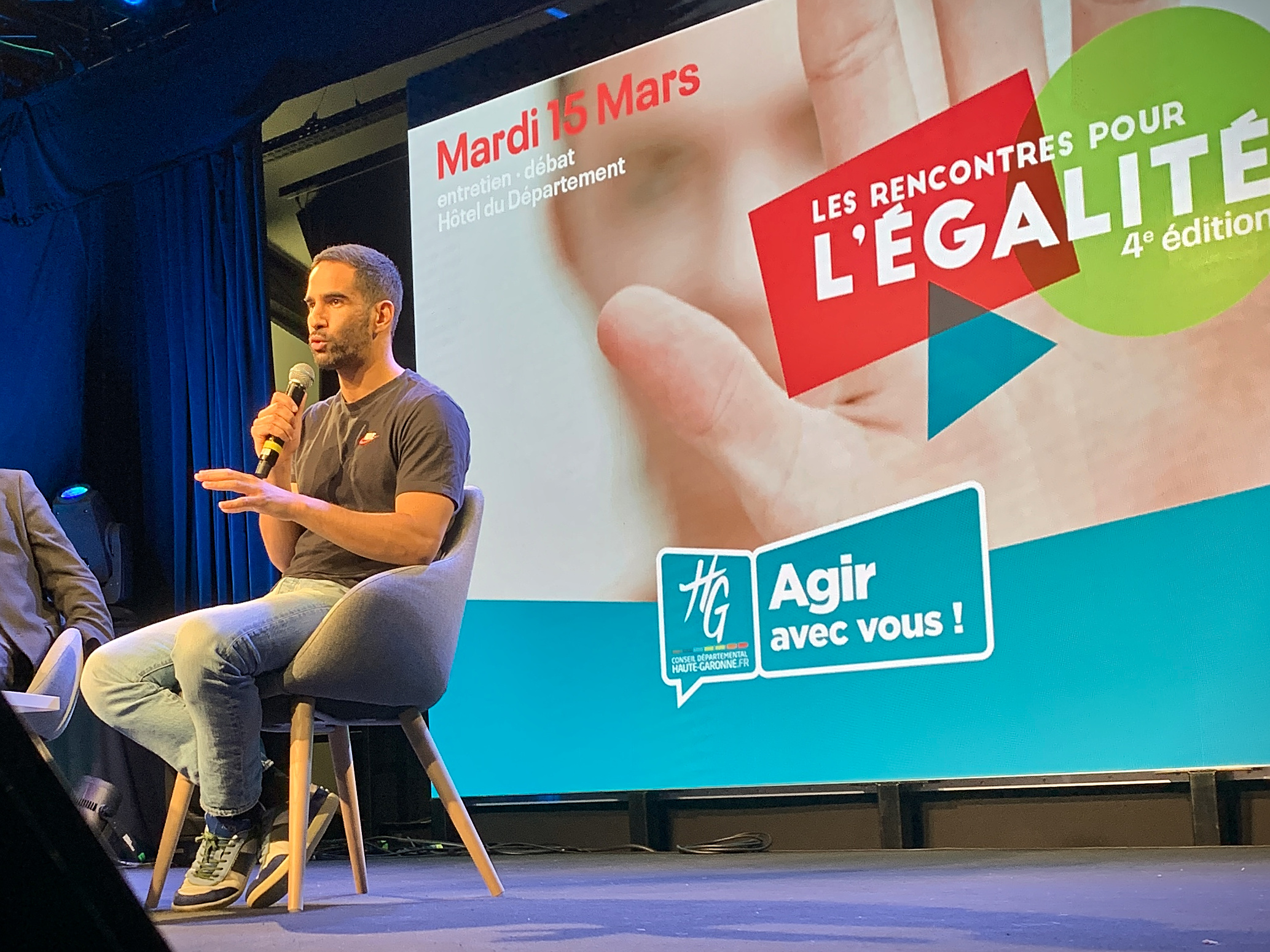
Le footballeur Ouissem Belgacem à Toulouse en 2022.

En France, en 2008, l'entraîneur et consultant sportif Olivier Rouyer, ancien capitaine de l'AS Nancy-Lorraine et vainqueur de la Coupe de France en 1978, est le premier joueur français à faire son coming out lors d'un entretien au journal L'Équipe.
Aux États-Unis, la footballeuse Megan Rapinoe milite pour les droits et la place des sportives et des sportifs LGBT.
En 2022, Jake Daniels est le second joueur britannique, après Justin Fashanu, à parler de son homosexualité. Son annonce, faite la veille de la Journée mondiale contre l'homophobie, est saluée par plusieurs personnalités dont l'entraîneur de Liverpool Jürgen Klopp qui déclare : « Nous vivons en 2022. Que nous devions en parler autant est fou, mais on avance ».
En Espagne, le joueur du Rayo Vallecano de Madrid Cedrick Mugisha, tient le rôle d'un jeune homosexuel dans la série Smiley, romance gay de Noël diffusée sur Netflix en décembre 2022, avec le soutien de son club qui en fait la promotion sur son site officiel.
En 2023, le tchèque Jakub Jankto devient le premier international ouvertement gay.

## Lutte contre l'homophobie
En 1992 est créée l'International Gay and Lesbian Football Association, institution qui réunit des équipes de football avec des joueurs homosexuels et des joueuses lesbiennes du monde entier. Cette association vise à lutter contre l'homophobie dans le monde du football.
En Allemagne, en 2021, le refus de l'UEFA d'illuminer l'Allianz Arena de Munich aux couleurs LGBT lors de l'Euro à la suite des lois hongroises crée un scandale européen. Un grand mouvement de solidarité entre sportifs allemands encourage les joueurs homosexuels.

## Polémiques

### Flocage arc-en-ciel
En 2019, à l'occasion de la journée mondiale de lutte contre l'homophobie, la LFP met en place un flocage arc-en-ciel des numéros sur les maillots des joueurs. Mais cette initiative se heurte à l'opposition de certains joueurs, tel Idrissa Gueye, qui est absent  à d'un match de la Ligue 1 lors de cette journée en 2021, officiellement pour une gastro-entérite, puis à nouveau en 2022. Cette fois l'absence du joueur est attribuée par son club, le PSG, à des « raisons personnelles » est décrite comme un boycott par des médias dont Le Parisien et suscite de nombreuses réactions dans le monde entier. Le Conseil national de l'éthique de la FFF lui a demandé de clarifier sa situation. L’entourage du joueur reconnaît un « sujet sensible ». Il reçoit le soutien de plusieurs de ses coéquipiers en sélection nationale et de la quasi-totalité des personnalités politiques sénégalaises, dont le président Macky Sall et le leader de l'opposition Ousmane Sonko. Mais quelques jours plus tard, un Américain est victime à Dakar d'une bastonnade homophobe,.
En mai 2023, plusieurs joueurs professionnels français refusent de porter le maillot aux couleurs de l'arc-en-ciel. Le ministre Olivier Véran, porte-parole du gouvernement, qualifie l'action de ces joueurs d'« anachronique ».

### Chants homophobes
Dans certains pays d'Europe, en particulier en France, des chants et manifestations homophobes et lesbophobes se produisent lors de certains matches par le public, mais sont désormais dénoncés par le monde politique et les médias.  
En août 2019, pour la première fois, des matchs professionnels ont été temporairement interrompus à cause de chants homophobes. Mais peu après, le président de la FFF Noël Le Graët demande aux arbitres de ne plus arrêter les matchs, déclarant « Considérer que le football est homophobe, et peut être l’image de l’homophobie en France, c’est quand même un petit peu fort de café ». 
En janvier 2023, la ministre française des Sports, Amélie Oudéa-Castéra, s'indigne de banderoles à caractère homophobe par quelques supporters du MHSC de Montpellier. La ville de Montpellier et le président du MHSC, Laurent Nicollin, lui-même engagé avec ses joueurs dans la lutte contre les discriminations et l'homophobie, dénoncent ces actes.  La justice française s'empare de l'affaire.  
En septembre 2023, des chants à caractère homophobe se reproduisent lors du match entre le PSG et l'Olympique de Marseille au Parc des Princes. La polémique ressurgit en octobre 2024, le nouveau ministre de l'intérieur Bruno Retailleau ministre des Sports, préconisant l'arrêt des matchs tout en affirmant vouloir éviter « les sanctions collectives » et imposer des « billets nominatifs » pour repérer les fauteurs de troubles. 
Après des chants homophobes le 19 octobre 2024 au Parc des Princes, le ministre des sports Gil Avérous déclare vouloir instaurer une billetterie nominative en 2025 dans les stades de Ligue 1 et Ligue 2 pour lutter contre les chants homophobes et la violence. La Ligue de football professionnel décide la fermeture partielle de la tribune Auteuil pour le match suivant du PSG.  

### Coupe du monde au Qatar
De son côté, la FIFA, organisme qui règle ce sport au niveau mondial, a élaboré un « guide de bonnes pratiques » où les conduites homophobes sont interdites. De nombreuses initiatives contemporaines, associatives et médiatiques, visent à lutter contre l'homophobie dans le football. Néanmoins, la décision d'organiser la Coupe du monde 2022 au Qatar, pays dans lequel l'homosexualité est toujours criminalisée, a fait polémique dans de nombreux pays et a suscité les interrogations de joueurs, comme l'Australien Josh Cavallo. La ministre française des sports, Amélie Oudéa-Castéra, arbore, durant la compétition, un vêtement aux couleurs du drapeau arc-en-ciel. 
Malgré tout, la France reste timide sur le sujet, contrairement à ses voisins européens, alors que le joueur français international Patrice Evra assurait en 2022 dans le Parisien qu'"au moins deux joueurs par clubs sont homosexuels".

### Adieu ma honte
Dans son roman autobiographique publié en 2021, Adieu ma honte, salué par la critique et les médias, le joueur et écrivain Ouissem Belgacem témoigne de l'homophobie dans le milieu du football, qu'il a dû abandonner pour vivre librement sa sexualité.

## Affaires judiciaires
L'arbitre Nicolas Pottier, ouvertement gay depuis 2022, estime avoir été mis au ban de l’arbitrage français dans les années 2000 du fait d'avoir assumé son homosexualité, alors qu'il était considéré comme l'un des meilleurs espoirs de Ligue 1. Le 14 février 2023, après il porte plainte contre X pour viol et harcèlement moral et sexuel dans le cadre professionnel et privé, afin que la lumière soit faite sur les dérives de ce qu’il appelle la « décennie noire de l’arbitrage ». En juin 2023, interviewé par So Foot, il affirme que plusieurs arbitres seraient victimes de chantage homophobe, dont Stéphane Moulin, suicidé en 2020. Plusieurs faits rapportés dans l'article étaient connus de la mission de l’Inspection générale de l’éducation, du sport et de la recherche (IGESR) relative au pilotage de la FFF et aux obligations qui s’y rattachent (notamment la lutte contre les violences à caractère sexiste et sexuel), et celle-ci a ouvert une enquête interne.